# Liana Ramirez
Liana K. Ramirez (* 24. Juni 1998 in Austin, Texas) ist eine US-amerikanische Schauspielerin.

## Leben
Ramirez wurde am 24. Juni 1998 in Austin als Tochter von Nelson und Johna Ramirez geboren. Der Schauspieler und Webvideoproduzent Jentzen Ramirez (* 2006) ist ihr jüngerer Bruder. Um ihrer Tochter eine Karriere als Schauspielerin zu ermöglichen, zog die Familie aus Texas nach Los Angeles. Seit dem 6. April 2023 ist sie mit dem Webvideoproduzenten Stephen Fritschle verheiratet.
Ihr Schauspieldebüt gab Ramirez 2012 im Kurzfilm Checkmate. 2014 gab sie in Another Assembly ihr Filmschauspieldebüt. 2015 hatte sie eine Episodenrolle in der Fernsehserie S3 – Stark, schnell, schlau inne. 2017 erhielt sie eine Nebenrolle im Katastrophenfilm Destruction: Los Angeles. Von 2019 bis 2020 stellte sie die Rolle der Roxy in 44 Episoden der Fernsehserie Power Rangers Beast Morphers dar. 2019 starteten Fans eine Petition, in dieser gefordert wird, dass Ramirez in der von Disney+ produzierten Serie Hawkeye die Rolle der Kate Bishop darstellen darf. Letztendlich ging die Rolle an Hailee Steinfeld. 2023 stellte sie im Actionfilm Snow White and the Seven Samurai die Rolle der Skylar dar.
2024 war sie im Musikvideo zum Lied PTSD der Sängerin Jade Patteri zu sehen.

## Filmografie (Auswahl)
- 2012: Checkmate (Kurzfilm)
- 2013: Super Impossible Squad (Kurzfilm)
- 2014: Another Assembly
- 2014: June Born in May (Kurzfilm)
- 2015: May I Die (Kurzfilm)
- 2015: S3 – Stark, schnell, schlau (Lab Rats, Fernsehserie, Episode 4x10)
- 2015: A Christmas Wish (Kurzfilm)
- 2016: Be Somebody
- 2017: Destruction: Los Angeles
- 2018: Criminal Minds (Fernsehserie, Episode 13x16)
- 2018: Ugly Sweet (Kurzfilm)
- 2019: Snoozefest (Kurzfilm)
- 2019–2020: Power Rangers Beast Morphers (Fernsehserie, 44 Episoden)
- 2019–2021: Jentzen Ramirez (Miniserie, 3 Episoden)
- 2020: Star Light
- 2020: Die Goldbergs (Fernsehserie, Episode 7x23)
- 2021: Maxx Speed (Kurzfilm)
- 2021: Who Are We? (Kurzfilm)
- 2022: Nerdy Teen Stops Home Break In (Kurzfilm)
- 2023: I proposed! (Emotional) (Kurzfilm)
- 2023: Snow White and the Seven Samurai
- 2024: Teen Steals Car to Impress Girl (Kurzfilm)
- 2024: Surviving 7 Days with No Food or Water (Kurzfilm)
- 2024: Sleeping Dogs (Kurzfilm)
- 2024: A Stranger’s Home (Kurzfilm)